# Bayeux (kommun)
Bayeux är en kommun i Brasilien.   Den ligger i delstaten Paraíba, i den östra delen av landet, 1 700 km nordost om huvudstaden Brasília. Antalet invånare är 99 758.
Följande samhällen finns i Bayeux:
- Bayeux

Runt Bayeux är det i huvudsak tätbebyggt. Runt Bayeux är det mycket tätbefolkat, med 3 022 invånare per kvadratkilometer.